# Porta di San Faustino
La porta di San Faustino è stata una porta cittadina di Verona romana, aperta lungo la cinta muraria sulla sponda sinistra del fiume Adige, poco a valle del ponte Postumio. In un primo momento si pensava si potesse trovare in prossimità di San Faustino, da cui prende il nome, tuttavia scavi archeologici successivi hanno individuato le fondazioni della porta a Ovest della chiesa di Santa Chiara.

## Storia
La porta venne probabilmente edificata intorno al 10 a.C., in età augustea, insieme a quella posta a nord dell'antico pons lapideus, detta porta di Santo Stefano; entrambe furono realizzate, per questioni di decoro urbano, del tutto simili a quelle situate sulla destra d'Adige, ovvero a porta Borsari e porta Leoni. Tutte e quattro le porte maggiori, già intorno alla prima metà del I secolo, subirono un intervento di rinnovamento e monumentalizzazione dei prospetti principali, che vennero realizzati in marmo, a nascondere gli antichi prospetti in laterizio.
In seguito all'invasione degli Alemanni che irruppero dalla Valle dell'Adige, l'imperatore romano Gallieno decise di ristrutturare e ampliare le mura della città, in quanto le cinta repubblicana non era più militarmente efficace. Nel 265 l'imperatore Gallieno fece probabilmente ampliare anche il sistema difensivo anche sulla sponda sinistra dell'Adige, in modo da difendere la zona monumentale sorta ai piedi del colle San Pietro, e in modo da non lasciare una zona strategica al nemico in caso di assedio alla città, verosimilmente riutilizzando questa porta preesistente.